# 單曲

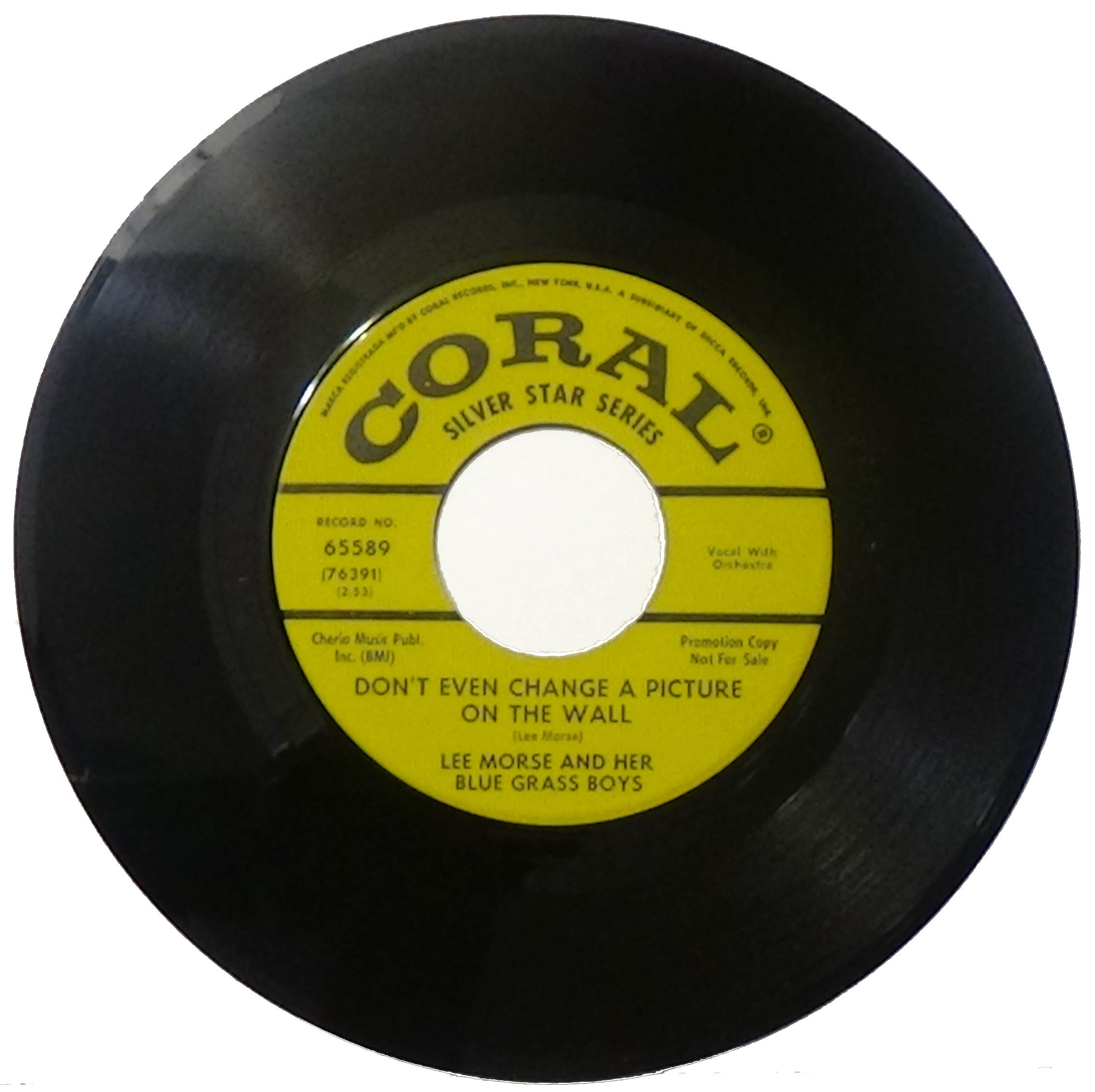
在美国用于自动点唱机的45每分钟转速并中央带有大孔的单曲唱片

单曲（英語：Single）是现代音乐产业中最常見的作品发行方式之一，通常其录制的歌曲数量要少于密纹唱片和专辑。它可以以不同的格式分发给公众。在大多数情况下，单曲中的歌曲与专辑是分开发行的，尽管有时单曲歌曲也会收录在专辑里。来自于专辑的单曲歌曲的目的通常在于促销专辑并用于数字下载及商业广播播放，而且这些歌曲是有很大机率会受欢迎的。而在其他情况下，单曲歌曲是不会收录到专辑里的。
随着数字音乐下载和流媒体的普及，任何专辑中的一首歌曲都可以被分拆出来单独发行。尽管如此，单曲的概念还是被保留下来，用于标识推广力度最大或最受欢迎的一首（或一组）歌曲。
尽管被称之为“单曲”，但单曲实际上是指可以容纳不超过三首歌曲的唱片。全球最大的数字音乐发行商之一的iTunes和时下流行的在线音乐播放平台Spotify都将单曲定义为收录歌曲不多过三首且单首歌曲长度不超过10分钟的唱片。而如果收录歌曲超过三首但曲目总长度不超过30分钟的唱片通常被称为“迷你专辑”，更长的作品则通常被称为被称为“专辑”。

## 早期历史
单曲的基本规格在19世纪晚期基本被确立下来，当时黑胶唱片开始取代蓄音筒而成为商业制作唱片的主流格式。黑胶唱片的播放速度从每分钟16转到每分钟78转不等，主要尺寸也有12英寸和30厘米等规格。而到了大约1910年，10英寸（25厘米）每分钟78转的虫胶唱片成为主流规格。

## 实体单曲发行格式
实体单曲的发行格式有很多，包括7英寸（18厘米）、10英寸（25厘米）或12英寸（30厘米）黑胶唱片（通常以每分钟45转的速度播放），10英寸（25厘米）虫胶唱片（以每分钟78转的速度播放），磁带，8厘米（3英寸）或12厘米（5英寸）的CD光碟，8厘米（3英寸）或12厘米（5英寸）的“flexi”唱片。其余较为罕见的格式还包括袖珍数字磁带，DVD，镭射影碟以及非标准尺寸的黑胶唱片（例如5英寸/12厘米，8英寸/20厘米等）。

### 7英寸黑胶唱片

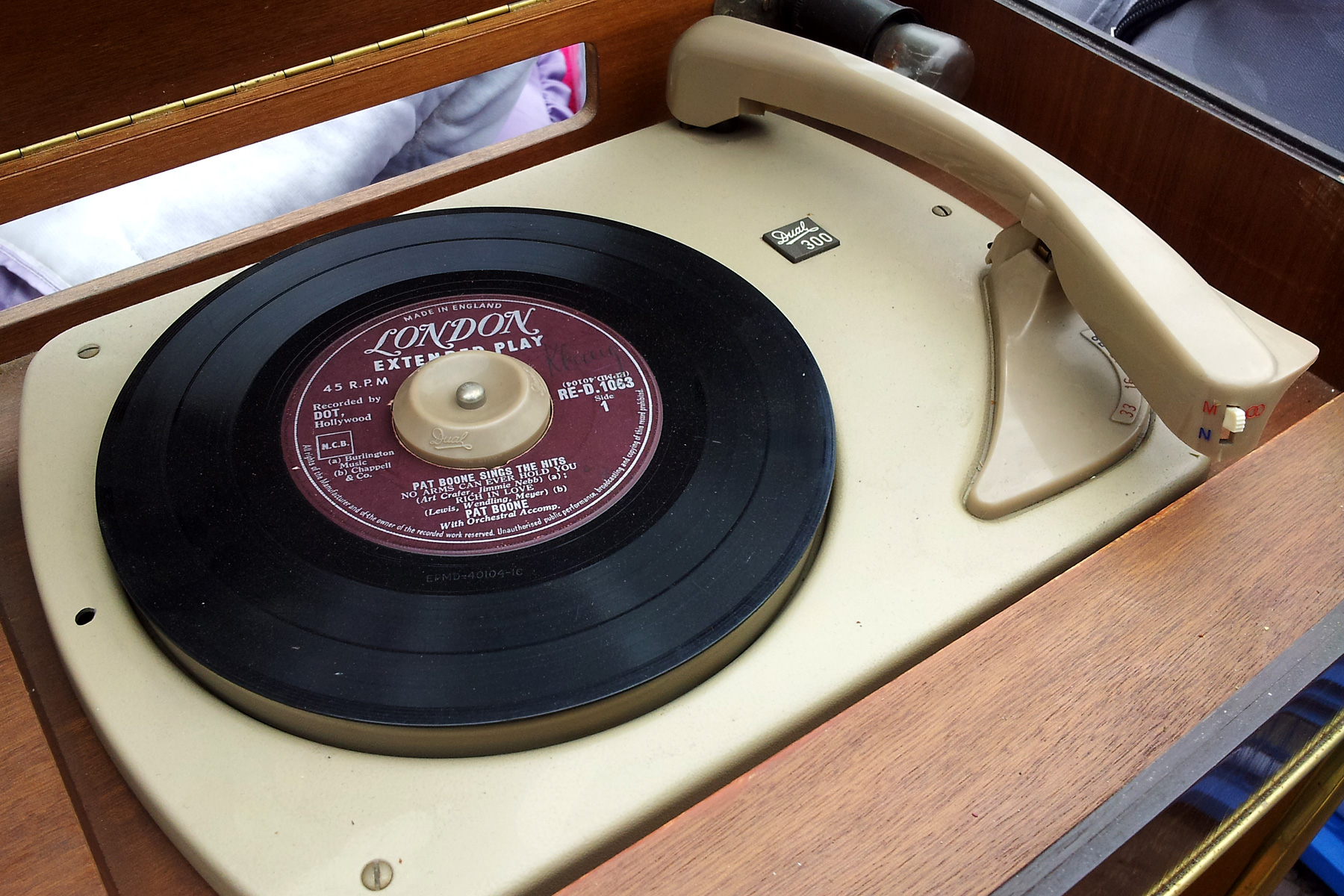
转盘上的“45”唱片

最普遍的黑胶单曲唱片的格式是“45”唱片或者是“7英寸”唱片，这两个名字分别来自于它的播放速度和标准直径，分别是每分钟45转和7英寸（18厘米）。
第一张7英寸，每分钟45转的唱片普遍认为是在1949年3月由RCA唱片公司发行，它的目的是取代每分钟78转的虫胶唱片，因为它的尺寸更小、更耐用，并且有更高的保真效果。第一张45唱片是双面单声道的，随着1960年代立体声开始盛行，几乎所有的1970年代初生产的45唱片都改用立体声。哥伦比亚唱片公司在1948年6月发行了每分钟33+1⁄3转的12英寸密纹黑胶唱片之后，也于1949年3月发行了每分钟33+1⁄3转的7英寸黑胶单曲唱片，但是这种唱片的势头马上就被RCA唱片公司发行的45唱片所掩盖。第一张量产的45唱片是《PeeWee the Piccolo》（编号RCA Victor 47-0146），它于1948年12月7日于印第安纳波利斯谢尔曼大道的工厂中生产。这证实了由艾迪·阿诺尔德录制的编号为48-0001的唱片并不是第一张45唱片，之所以会产生这样的误会，是因为几乎所有的45唱片都是在3月29日与45唱片的播放机一同发行。在此之前，在1948年12月4日以及1949年1月8日的《公告牌》杂志封面文章上已经有关于45唱片“走漏”的消息，这是因为RCA唱片公司意图削弱哥伦比亚唱片公司发行的相同尺寸每分钟33+1⁄3转唱片的势头，后者已在1948年6月发布。

### 12英寸黑胶唱片

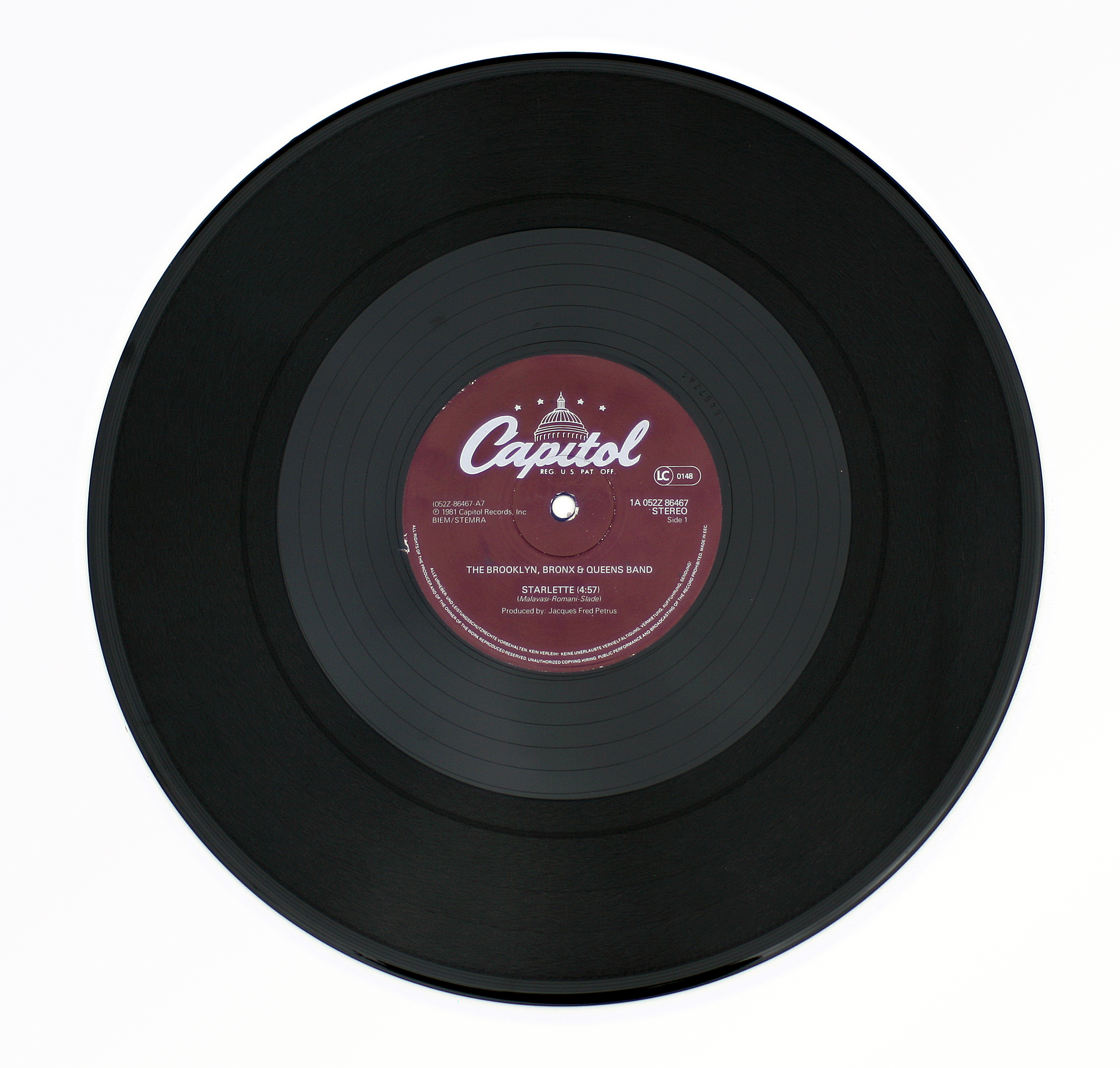
一张12英寸单曲唱片

虽然7英寸唱片是黑胶单曲唱片的主流格式，为了让迪斯科的DJ们方便使用，1970年代12英寸单曲唱片也被引入。由于它们的播放时间更长，这就使得DJ们可以拓展音轨的舞曲混音长度。除此之外，更大的表面积使得12英寸唱片能够有更宽的刻槽以及更大的刻槽间距，前者可以使得唱片播放的声音更大，后者则可以使得刻槽之间的相互影响（crosstalk）更小。这样一来，这种唱片受到由于磨损或者刮痕造成的影响也就更小。虽然近年来它们的流行度呈下降的趋势，12英寸单曲唱片到目前为止依然是舞曲的标准格式。

## 单曲文化

### 英国
在英国1990年代早期之前，单曲在电台和商店的发行在同一天。随后随着电台空放量的上升，单曲会在榜上爬升至最高位置，一般在一个月左右以后，单曲会缓慢的下降直到掉出榜单。自从1990年代早期，唱片公司开始早约一个月先在电台发行单曲，用来提高销量。先在电台播放可以让听众更熟悉这支单曲，从而确保单曲能够以可能达到的最高销量上榜。不同于美国，最热门的英国榜单（例如UK Singles Top 75）都只依靠统计销售数据，而不包含电台空放量。自从1990年代以来，为了鼓励更多有可能购买的人购买单曲从而让单曲能够在榜单上达到最高值，大部分英国发行的主流厂牌唱片在第一周以非常低的价格销售，在之后则高价销售。与过去缓慢爬行的销量完全相反，在今天典型的单曲排行是在第一周达到最高值。单曲在榜上排名下降飞快，所能在第一名持续保持的周数也越来越短，而在下降之后重新爬上的最高名次的机会越来越少。另外，在1990年代之前，专辑的首支单曲早于专辑几周发行，而在今天单曲典型的是在专辑一或者两周之前发行。
其他营销策略是发行主打单曲。偶尔的，主打单曲会在专辑发行一或数月之前发行。例如：Oasis的"Some Might Say"和Pulp的"Help the Aged"。很特别的情况下，两支单曲为了促进专辑的销售在同一时间发行，这样的例子最典型的是Manic Street Preachers的"Found That Soul"和"So Why So Sad".
在英国，开始出现了新趋势：是单曲销售量逐渐下降。这是由于排行榜引入数字下载而使非单曲（专辑中还未或不发行的曲目）在排行榜上上升。美国两人组合Gnarls Barkley通过"Crazy"创造历史记录，它完全依靠下载成为英国排名第一的单曲（这支单曲能够进入UK singles chart是因为随后发行了唱片版本，直到2007年1月无唱片发行的而仅靠下载得单曲才以进入榜单）。从2006年中期开始78%的英国唱片销售都是数字下载。
在CD单曲销售开始衰退之际，7"黑胶唱片的销售量开始在2006年上升，在一些著名歌手/乐队的引领下，比如Arctic Monkeys，据说卖出的7"唱片多于CD，这样的结果与1990年代正相反。目前很多单曲发行两个版本7"唱片和一个CD版本。

### 美国
在美国，自20世纪90年代早期以来，单曲逐渐不再进行商业发行，尽管这样做会阻碍它们登上告示牌百强单曲榜。一些在电台排行榜长期居于第一的单曲，例如No Doubt的"Don't Speak"，因为规则丧失获得百强单曲榜第一的资格。告示牌杂志认可了这一趋势，并在1998年修改了规则，允许只在电台播放的曲目（也被称作专辑Cut）上榜。从那时开始，只在电台播放的单曲便频繁登上百强单曲榜首位。现时，公告牌也统计数字下载数据及音乐流媒体播放量，并计入总榜。

### 日本
日本擁有全世界最大的單曲市場，且在1990年代以前一直是單曲市場大於專輯市場。相較於西洋音樂的單曲主要為宣傳專輯而存在，日本的單曲有如迷你專輯，基本上會有A面曲與B面曲，A面曲即為主打曲，B面曲則為附加曲，且會同時收錄多首B面曲、或者將兩首歌並列為A面曲（雙A面）。而Oricon、Billboard等影音銷售榜，也都有單曲的銷售排名及統計。
日本流行音樂的歌手多以發行單曲來出道，並且透過單曲作品累積人氣後才會推出專輯。日本的單曲本身在銷售上就有很高利潤，也因此唱片公司會投入一定的宣傳成本來促進銷量，除了音樂節目表演、廣告、雜誌或網站專訪等媒體曝光之外，最典型的是單曲的銷售方式，例如多封面、多版本（各版本收錄不同的B面曲）、包裝內附贈品（生寫真、歌迷活動參加券、小寫真本等），這種情形在偶像團體尤其明顯。數位音樂下載興起後，也會有歌手選擇發行沒有實體唱片的數位限定單曲，這種現象在2010年代中期音樂串流服務崛起後尤其明顯。

### 韓國
在韓國，單曲一詞指一首歌曲本身，為下載或串流形式；專輯則指「實體發行」的音樂錄音作品。相比西方音樂市場上，專輯通常指LP時長並包含多首歌曲的發行格式；在韓國，專輯可指任何長度，包含一首至多首歌曲，以CD、LP、Kit等實際載體發行的作品。因此，除了單曲與專輯外，韓國還有「單曲專輯」(韓語: 싱글 음반; 發音: singgeul eumban) 的特有分類，被視為與單曲完全不同的發行格式。實際的區分，例如韓國官方的Gaon專輯排行榜上，單曲專輯、迷你專輯、正規專輯，以及其他任何長度或曲數，以線下實體形式發行的音樂作品，都被列入統計對象，而Gaon數位排行榜則追蹤所有下載與串流形式的歌曲，也被視為官方「單曲」榜。
韓國的單曲專輯發源於光碟盛行的1990年代，相較於包含完整時長與曲目的正規專輯，單曲專輯通常包含二至三首歌曲，被宣傳為價格更親民的產品。因此，在韓國被稱為單曲專輯的格式，有時與西方語境下的「單曲」格式相似或具互換性。舉例而言，歐美音樂市場可能會前導發行一張七吋45轉的黑膠唱片，其後發佈該唱片收錄的數位音源。該黑膠唱片在西方語境下會被稱為單曲，但從韓國分類來看，因為有實際發行黑膠唱片，會被歸類為單曲專輯。
由於韓國以有無實體發行作為區分基準，即使一張單曲專輯中只收錄一首歌曲，也被視為專輯，而非其他市場所認知的單曲。顯著案例有請夏的單曲專輯《XII》，該光碟只收錄了《已經12點》一首歌曲，登上Gaon專輯排行榜第四名，而歌曲本身則登上Gaon數位排行榜第二名。其他案例如ROSÉ的單曲專輯《-R-》，雖只收錄兩首歌曲，因首週專輯銷量破40萬張獲韓國Hanteo新紀錄認證，在中國也以「數位專輯」形式獲QQ音樂「鑽石唱片」認證。

### 香港
電子下載前年代，香港主流的唱片出版方式為專輯（本地稱為「大碟」）为主、EP為輔，發行單曲(本地稱為「細碟」)並非常見做法，單曲唱片往往是商品銷售的贈品（如1997年許志安擔任JVC代言人時，購買JVC產品或會贈送許所主唱的JVC廣告歌《我的天我的歌》單曲唱片）。
如歌手需維持市場上的曝光度，但累積之未發行歌曲之數量不足以發行專輯的話（專輯通常有十首歌曲），除發行EP（如未發行歌曲之數量達四首）外，往往會發行「新曲加精選」專輯，即以約一至三首未發行歌曲加上十多首舊歌灌錄於唱片上；若剔除舊歌，此等「專輯」實際與單曲唱片無異。

### 脚注
1. ↑  . 2013-04-22  [2016-06-24]. （原始内容存档于2017-06-11）.
2. ↑  Britt, Bruce. . Spokesman-Review. (Los Angeles Daily News). 10 August 1989: C4  [2019-07-18]. （原始内容存档于2017-03-15）.
3. ↑  Indiana State Museum document no. 71.2010.098.0001
4. ↑  Billboard
5. ↑  . 2006-09-19  [2020-11-08]. （原始内容存档于2022-04-01） （英国英语）.
6. ↑  . web.archive.org. 2006-12-31  [2020-11-08]. 原始内容存档于2006-12-31.
7. ↑  Jun, Yes Yeong.   [Kang Sooji Single Album Release]. JoongAng Ilbo. 7 December 1995  [17 January 2019]. （原始内容存档于2021-06-23） （韩语）.
8. ↑  .   [2021-04-20]. （原始内容存档于2021-04-08）.
9. ↑  .   [2021-04-20]. （原始内容存档于2021-03-14）.